# خان المصبغة
خان المصبغة أحد خانات بغداد، وموقعه من يمين المتوجه إلى شريعة المصبغة يلاصق خان الخفافين من جهاته الداخلية، وفيه عدد من الدكاكين لصبغ الثياب وخيوط الحياكة ويقع قرب المدرسة المستنصرية.